# Rozpoznanie (wojsko)
Rozpoznanie – jeden z podstawowych elementów systemu walki zbrojnej; całokształt przedsięwzięć realizowanych przez wszystkie szczeble dowodzenia, dyktowanych koniecznością możliwie najszybszego i pełnego zdobywania i dostarczania informacji o przeciwniku. Rozpoznanie jest również produktem wiedzy dotyczącej działalności i możliwości prowadzenia działań przez aktualnego lub potencjalnego przeciwnika, obszaru prowadzenia działań i warunków hydrometeorologicznych. W znaczeniu rzeczowym natomiast, rozpoznanie to zespół sił i środków przeznaczonych do pozyskiwania, gromadzenia informacji, przetwarzania ich w dane rozpoznawcze oraz rozpowszechniania tych danych do właściwych odbiorców. Rozpoznanie w znaczeniu podmiotowym, to sztabowe komórki rozpoznawcze, oddziały i pododdziały rozpoznawcze oraz nieetatowe elementy rozpoznawcze.

## Rodzaje rozpoznania
Rozpoznanie to całokształt przedsięwzięć realizowanych na każdym szczeblu dowodzenia, dyktowanych koniecznością możliwie najszybszego i pełnego zdobywania i dostarczania informacji o przeciwniku.
Wyróżnianych jest siedem rodzajów rozpoznania:
1. Rozpoznanie osobowe (HUMINT), odnoszące się do danych otrzymywanych ze źródeł osobowych, którymi na szczeblu taktycznym i operacyjnym mogą być mobilne elementy rozpoznawcze (patrole rozpoznawcze i zespoły dalekiego rozpoznania, posterunki obserwacyjne i inne). Źródłami tego rodzaju będą wszystkie elementy osobowe, które dzięki swoim zmysłom mogą odbierać wszystko co dzieje się w ich otoczeniu.
2. Rozpoznanie akustyczne (ACINT), którego istotą jest badanie zjawisk akustycznych (dźwięku) za pomocą oprzyrządowania pomiarowego: hydrofonów, stacji hydroakustycznych, stacji artyleryjskiego rozpoznania dźwiękowego i innych, oraz określanie ich parametrów (w tym technicznych).
3. Rozpoznanie obrazowe (IMINT) – umożliwiające wytwarzanie danych rozpoznawczych na podstawie zobrazowania pochodzącego ze zdjęć fotograficznych (PHOTOINT), radarów, przyrządów elektrooptycznych pracujących w podczerwieni i termowizyjnych.
4. Rozpoznanie pomiarowe i sygnaturowe (MASINT) obejmujące naukowe i techniczne analizy ilościowe i jakościowe parametrów technicznych i cech charakterystycznych (kąty, charakterystyki przestrzenne, długość fal, częstotliwość, rodzaj modulacji, itp.) uzyskiwanych z przyrządów technicznych, w celu identyfikacji ich źródeł. W skład MASINT wchodzą:
  - rozpoznanie akustyczne (ACOUSTINT),
  - rozpoznanie radiolokacyjne aktywne (RIINT),
  - rozpoznanie podczerwieni (IRINT),
  - chemiczne i biologiczne (CBINT),
  - rozpoznanie broni wielowiązkowej (DEWINT).
5. Rozpoznanie z ogólnodostępnych źródeł (OSINT), wykorzystujące informacje pochodzące z ogólnodostępnych źródeł jak radio, telewizja, prasa, książki, internet, itp.
6. Rozpoznanie radiolokacyjne aktywne (RIINT), które może być częścią przedsięwzięć z zakresu MASINT, lub prowadzone samodzielnie w celu znalezienia i określenia obiektu przez wykorzystanie radaru.
7. Rozpoznanie sygnałów elektromagnetycznych (SIGINT), będące podstawą wytwarzania danych rozpoznawczych pochodzących z przechwytywania sygnałów elektromagnetycznych, SIGINT obejmuje:
  - rozpoznanie łączności radiowej (COMINT),
  - rozpoznanie elektroniczne (ELINT):
    - rozpoznanie urządzeń innych niż łączności radiowej, promieniujących energię elektromagnetyczną (FISINT),
    - rozpoznanie telemetryczne (TELINT),
    - rozpoznanie radiolokacyjne pasywne (RADINT).

Wyróżnia się też rozpoznanie powietrzne. Ze względu na podległość sił  oraz zakres realizowanych przez nie przedsięwzięć zostało ono podzielone na strategiczne, operacyjne i taktyczne, natomiast w zależności od czasu i celu w jakim jest prowadzone: na poszukujące (wstępne), selektywne, bezpośrednie i kontrolne.

## Zasady rozpoznania
Według narodowych dokumentów doktrynalnych:
- centralne kierowanie:

działalność rozpoznawcza musi być kierowana na szczeblu centralnym i koordynowana przez sztabowe komórki rozpoznawcze;
- terminowość;
- efektywne wykorzystanie:

system rozpoznania powinien być konfigurowany w sposób modułowy, stosownie do rodzaju, miejsca i czasu trwania działań;
- obiektywność:

napływające informacje muszą być bezstronnie ocenione i porównane tak by uniemożliwić próby dostosowywania wiadomości rozpoznawczychdo wcześniej podjętej koncepcji działań;
- dostępność:

informacje i wiadomości rozpoznawcze muszą być udostępnione sztabowym komórkom rozpoznawczym i innym użytkownikom w wymaganym czasie;
- dyspozycyjność:

elementy systemu rozpoznania muszą prowadzić działalność w sposób ciągły, zachowując zdolność do realizacji zadań;
- bezpieczeństwo:

to zapewnienie bezpieczeństwa źródeł informacji oraz potencjału rozpoznawczego poprzez ich właściwe chronienie jest priorytetowym działaniem;
- systematyczność:

wiadomości rozpoznawcze muszą być weryfikowane i uaktualniane w sposób ciągły.

## System rozpoznania
- W celu sprawnego dowodzenia i kierowania działalnością rozpoznawczą organizuje się system rozpoznania. Obejmuje on rozwinięte i ugrupowane w przestrzeni siły i środki rozpoznania wszystkich rodzajów wojsk wraz z ich komórkami kierowania, powiązane więzami informacyjnymi i działające zgodnie z zamiarem prowadzenia operacji (walki), w celu pozyskiwania informacji niezbędnych do skutecznego prowadzenia i planowania jej dalszego przebiegu.
- System rozpoznania musi być przygotowany i rozwinięty z takim wyprzedzeniem, aby zapewnić optymalne przygotowanie operacji (walki) oraz tak zorganizowany, aby zapewnić skuteczną walkę i niezbędne informacje do planowania dalszych działań.
- Wszystkie dostępne dowódcy elementy działalności rozpoznawczej powinny być kierowane i koordynowane przez najbardziej doświadczonych fachowców, aby zapewnić optymalne wykorzystanie ich możliwości rozpoznawczych. Różnorodność źródeł, działających według jednego planu zbierania informacji umożliwi weryfikację dostarczanych informacji oraz pozwoli pokonać urządzenia bezpieczeństwa działań przeciwnika.
- Działalność rozpoznawcza powinna być prowadzona w czasie pokoju, kryzysu i działań bojowych, a wszystkie jej elementy powinny wzajemnie się uzupełniać (spełniać kryteria) w zakresie:
  - przestrzeni – żeby zapewnić pokrycie wszystkich rejonów, umożliwiając wykrycie przeciwnika wszelkimi możliwymi środkami;
  - czasu – żeby zapewnić ciągłość działań rozpoznawczych;
  - interoperacyjności – wszędzie gdzie to możliwe;
  - różnorodności – różne rodzaje sił i środków rozpoznania.

## Informacja i dane (wiadomości) rozpoznawcze
To czynniki decydujące o powodzeniu w walce, a ich zdobywanie odbywa się w warunkach ciągłej walki informacyjnej polegającej na:
- zdobywaniu (pozyskiwaniu) informacji,
- zakłócaniu informacyjnym,
- obronie informacyjnej.

Informacja składa się z pojedynczego lub grupy faktów, które zostały zarejestrowane za pomocą sił i środków rozpoznania i zgromadzone w jednym miejscu. Stanowi ona opis zaistniałego stanu rzeczy w danym czasie i przestrzeni. Z natury posiada jednoznaczne brzmienie i może być związana z wydarzeniami bieżącymi lub przyszłymi. Jest definiowana jako nieprzetworzone fakty opisane w dowolny sposób, które poddane właściwej obróbce analitycznej przez sztabowe komórki rozpoznawcze i powiązane z innymi cząstkowymi informacjami tworzą dane rozpoznawcze. Zdobywane informacje powinny z punktu widzenia odbiorcy spełniać cechy użyteczności, wiarygodności, aktualności i pełności zawartych w sobie treści.
Dane rozpoznawcze to produkt uzyskany poprzez przetwarzanie informacji o przeciwniku lub potencjalnym przeciwniku oraz o obszarach bieżących lub planowanych działań. Dane (wiadomości) rozpoznawcze powinny zapewnić dowódcy prognozy, co do prawdopodobnych zamiarów i możliwości przeciwnika lub dane niezbędne do jego rażenia.
Dowódca będzie zainteresowany informacjami z następujących rejonów:
Oddziaływania (ang. Area of Influence – AOI)
- obszar geograficzny, w obrębie którego dowódca ma bezpośredni wpływ na prowadzenie działań poprzez manewr i oddziaływanie ogniowe sił i środków będących w jego dyspozycji; zawiera się w rejonie odpowiedzialności rozpoznawczej.

Odpowiedzialności rozpoznawczej (ang. Area of Intelligence Resoponsibility)
- jest to ograniczony liniami koordynacyjnymi, przydzielony dowódcy obszar, w którym odpowiada on za zdobywanie i dostarczanie informacji przy użyciu sił i środków będących w jego dyspozycji.

Zainteresowania rozpoznawczego (ang. Area of Intelligence Interest)
- jest to rejon stanowiący przedmiot zainteresowania dowódcy w zakresie osiągania bieżących lub planowanych celów działań, obejmujący jego rejon oddziaływania i odpowiedzialności oraz obszary przylegające.

### Podział informacji rozpoznawczych
W zależności od poziomu dowodzenia:
- strategiczne informacje rozpoznawcze

Informacje niezbędne do prawidłowego funkcjonowania naczelnych organów państwa i sił zbrojnych w zakresie spraw politycznych, ekonomiczno-gospodarczych i militarnych. W wielu obszarach ich pozyskanie wychodzi poza kompetencje rozpoznania wojskowego. Pozyskuje je zazwyczaj wywiad wojskowy. Są one przeznaczone do formułowania strategii działania oraz planów operacyjnych co do sposobu wykorzystania sił zbrojnych w środowisku międzynarodowym.
- operacyjne informacje rozpoznawcze

Informacje wykorzystywane do planowania w ramach teatru działań na poziomie połączonego sztabu lub dowództwa i sporządzane są dla określonego rejonu geograficznego.
- taktyczne informacje rozpoznawcze

Informacje niezbędne do planowania oraz prowadzenia działań taktycznych. Są wykorzystywane do działania w ramach określonego ugrupowania bojowego.
W zależności od sposobu wykorzystania:
- podstawowe informacje rozpoznawcze – to zasadniczy materiał rozpoznawczy, który może służyć do planowania działań lub stanowić podstawę do analizy i oceny nowych faktów.
- bieżące informacje rozpoznawcze – zbiory danych przygotowane w odpowiedzi na zapotrzebowania rozpoznawcze związane z aktualną sytuacją i odzwierciedlają wydarzenia, które zaistniały w trakcie działań.
- informacje rozpoznawcze o obiektach (celach) – dane zawierające lokalizację oraz opis elementów składowych istotnego obiektu (celu) lub grupy celów.

## Rejony zainteresowania i odpowiedzialności rozpoznawczej
Rejon zainteresowania rozpoznawczego  (ang. Area of Intelligence Interest) to obszar z którego dowódca wymaga wiadomości rozpoznawczych od przełożonego i sąsiadów o czynnikach i elementach sytuacji, które prawdopodobnie będą wpływać na przebieg bieżących i przyszłych działań. Jego głębokość może wynosić:
- dla batalionu do 30 km,
- dla brygady do 70 km,
- dla dywizji do 150 km.

 Rejon odpowiedzialności rozpoznawczej  (ang. Area of Intelligence Responsibility) to przydzielony dowódcy danego szczebla obszar, w którym jest on odpowiedzialny za dostarczanie informacji zdobytych za pomocą środków będących w jego dyspozycji. Przyjmuje się, że głębokość rejonu może wynosić:
- dla batalionu do 7 km,
- dla brygady do 30 km,
- dla dywizji do 70 km.

W rejonie odpowiedzialności rozpoznawczej wyznacza się: rejony szczególnego zainteresowania, rejony zainteresowania i punkty kontrolne, rejony zastrzeżone oraz linie koordynacji działań rozpoznawczych.